# STS-28
STS-28 — обозначение космической экспедиции США, совершённой на космическом корабле «Колумбия» 8-13 августа 1989 года. 
Экспедиция стала 30-й по счёту в рамках проекта «Спейс Шаттл», это был первый запуск КК «Колумбия» после реконструкции. 
Полёт совершался в интересах Министерства обороны США (четвёртый такой полёт). Подробности полёта засекречены.

## Экипаж
- (НАСА): Брюстер Х. Шоу (3)[1] — командир;
- (НАСА): Ричард Н. Ричардс (1) — пилот;
- (НАСА): Джеймс К. Адамсон (1) — специалист по программе полёта 1;
- (НАСА): Дэвид К. Листма (2) — специалист по программе полёта 2;
- (НАСА): Марк Н. Браун (1) — специалист по программе полёта 3.

## Параметры полёта
- Масса полезной нагрузки: 19600 кг (?)
- Нагрузка: спутниковая система сбора данных («Satellite Data System» satellite(?))
- Перигей: 289 км
- Апогей: 306 км
- Наклонение: 57,0°
- Период обращения: 90,5 минут

## Описание полёта
Выведено на орбиту два военных спутника:
- USA-40 (1989-061B)
- USA-41 (1989-061C)

Сначала предполагали, что основной полезной нагрузкой был улучшенный спутник фоторазведки типа KH-11. В более поздних источниках и в отчётах о любительских наблюдениях указывалось, что спутник USA-40 — представитель второго поколения спутников типа «Satellite Data System», аналогичный выведенному во время полёта STS-53 .
Первый из шаттлов, «Колумбия» (OV-102), был запущен с установки 39B пускового комплекса Космического центра им. Кеннеди 8 августа 1989. Время старта 12:37:00 UTC. Приземление - 13 августа на авиабазе Эдвардс в Калифорнии в 13:37:08 UTC. Продолжительность полёта 5 дней 1 час 0 минут 8 секунд.
Во время полёта экипаж отключил нагнетатель системы контроля реакций (reaction control system RCS) из-за течи, также не работал нагреватель этой системы.
Послеполётный анализ показал необычно высокий нагрев системы термозащиты (thermal protection system TPS). В детальном отчёте  отмечено выдавливание заполнителя щелей между блоками защиты в качестве причины. Этот заполнитель идентичен материалу, который был удалён при выходе в открытый космос во время полёта STS-114 в 2005.